# Bakalinsky (huyện)
Huyện Bakalinsky (tiếng Nga: ? райо́н) là một huyện hành chính tự quản (raion), của Bashkortostan, Nga. Huyện có diện tích 2013 kilômét vuông. Trung tâm của huyện đóng ở Bakaly.